# Chapelon
Chapelon är en kommun i departementet Loiret i regionen Centre-Val de Loire strax norr Frankrikes mitt. Kommunen ligger i kantonen Bellegarde som tillhör arrondissementet Montargis. År 2022 hade Chapelon 250 invånare.

## Befolkningsutveckling
Antalet invånare i kommunen Chapelon
| Referens: INSEE |